# Норт-Лайт-Плант (Нью-Мексико)
Норт-Лайт-Плант (англ. North Light Plant) — переписна місцевість (CDP) в США, в окрузі Сан-Хуан штату Нью-Мексико. Населення — 556 осіб (2020).

## Географія
Норт-Лайт-Плант розташований за координатами 36°52′31″ пн. ш. 108°2′45″ зх. д. / 36.87528° пн. ш. 108.04583° зх. д. (36.875197, -108.045823).  За даними Бюро перепису населення США в 2010 році переписна місцевість мала площу 1,80 км², уся площа — суходіл.

## Демографія
Згідно з переписом 2010 року, у переписній місцевості мешкало 414 осіб у 142 домогосподарствах у складі 109 родин. Густота населення становила 230 осіб/км².  Було 154 помешкання (86/км²).
Расовий склад населення:
| - 80,2 % — білих - 3,9 % — корінних американців - 0,2 % — вихідців з тихоокеанських островів - 13,8 % — осіб інших рас |

До двох чи більше рас належало 1,9 %. Частка іспаномовних становила 27,1 % від усіх жителів.
За віковим діапазоном населення розподілялося таким чином: 33,6 % — особи молодші 18 років, 59,9 % — особи у віці 18—64 років, 6,5 % — особи у віці 65 років та старші. Медіана віку мешканця становила 31,0 року. На 100 осіб жіночої статі у переписній місцевості припадало 107,0 чоловіків;  на 100 жінок у віці від 18 років та старших — 103,7 чоловіків також старших 18 років.
Середній дохід на одне домашнє господарство  становив 26 526 доларів США (медіана — 20 352), а середній дохід на одну сім'ю — 26 526 доларів (медіана — 20 352). За межею бідності перебувало 52,8 % осіб, у тому числі 94,4 % дітей у віці до 18 років та 0,0 % осіб у віці 65 років та старших.
Цивільне працевлаштоване населення становило 70 осіб. Основні галузі зайнятості: роздрібна торгівля — 75,7 %, будівництво — 12,9 %, транспорт — 11,4 %.